# هم‌آوایان
هم‌آوایان گروه موسیقی‌ای است که در سال ۱۳۶۸ توسط حسین علیزاده تشکیل شده‌است و شیوهٔ تازه‌ای در خواندن آوازهای جمعی ایرانی ابداع کرده‌است. اعضای گروه هم‌آوایان در زمان‌های مختلف و بنابر موضوع کاری که حسین علیزاده تعیین می‌کند، گزینش می‌شوند. این گروه متشکل از خوانندگان مرد و زن و همچنین نوازندگان مختلفی است که در طی یک دوره آموزش می‌بینند و توسط علیزاده برای اجراهای بعدی مورد استفاده قرار می‌گیرند.

## شکل‌گیری گروه
حسین علیزاده پس از بازگشت به ایران در سال ۱۳۶۷ دوباره فعالیت موسیقایی خود را از سر گرفت و به برگزاری کنسرت و انتشار آلبوم پرداخت. به پیشنهاد علیزاده در آن زمان و در خانهٔ فاخره صبا، جلساتی با موضوع کارشناسی متدهای آموزشی برگزار می‌شد که افسانه رثایی، سیما بینا، فاخره صبا، حسین دهلوی و خود علیزاده حضور داشتند که حاصل این گفتگوها موجب شد که پایهٔ شکل‌گیری یک گروهِ کاری بنا نهاده شود که بعداً در منزل علیزاده فعالیت خود را جدی‌تر آغاز کرد و در نهایت گروه هم‌آوایان به وجود آمد.
بنابر گفته افسانه رثایی که خواننده زن این گروه است، گروه در این مدت دوره‌های مختلفی را طی کرد تا به بیان مختص به خود برسد و اینکه صدایشان در هرجا چه کاربرد و خاصیتی باید داشته باشد. او همچنین به یاد می‌آورد که علیزاده در آن دوره ابتدا دوره نظری سلفژ را برایشان در نظر گرفت. سپس جلسه‌هایی را برگزار می‌کردند که در آن به تحلیل و تفسیر متن‌های ادبی می‌پرداختند. پس از آن؛ گروه از هوشنگ ابتهاج دعوت کردند تا برای آن‌ها عروض را تدریس کند. ابتهاج به مدت چند ماه در منزل کاوه دیلمی عروض را به آن‌ها درس داد. پس از آن، گروه جلسه‌هایی را برای درک شعرها برگزار می‌کرد که در آن به شعرخوانی صرف می‌پرداختند. اعضای گروه دربارهٔ فیلم‌ها به گفتگو می‌پرداختند و با هم به تماشای فیلم‌ها می‌نشستند.

## فعالیت‌ها
علیزاده در گفتگو با صدای آمریکا در سال ۱۳۸۶ در مورد فعالیت این گروه بیان کرد که هم‌آوایان تلاش می‌کند شخصیت‌پروری را از موسیقی حذف کند و در این گروه محور را کار گروهی شکل می‌دهد. تعداد خواننده‌های این گروه در اجراها مختلف است، در کنسرتی که گروه به همراه گاسپاریان برپا کرده کرده بود، چهار خواننده داشت. در کنسرت‌های آمریکا یک مرد و یک زن به خواننده در گروه استفاده شد.
نخستین اثری که گروه هم‌آوایان در آن مشارکت کرد، آلبوم نوبانگ کهن بود که آشنا شدن با صدای سرنا و کرنا و درک حس و ظرافت‌های این سازها منجر به ضبط این آلبوم شد. پس از آن افسانه جهانگیری هم به گروه هم‌آوایان پیوست که نتیجهٔ آن در آلبوم گبه نمود پیدا کرد. با آمدن علی صمدپور و هما نیکنام گروه شکل کاملتری گرفت که این تلاش آن‌ها در آلبوم راز نو بیشتر نمایان شد.

## هم آوایی در گروه
گروه هم‌آوایان تلاش می‌کند که یک شیوه نوین را در بین گروه‌های موسیقی ایرانی به وجود بیاورد. به اعتقاد علیزاده صدای خروجی گروه‌های ایرانی تکراری است و گروه هم آوایان راه‌های مختلفی را تجربه می‌کند که صدایی نو را عرضه کند. این گروه بر نسل جوان تکیه کرده‌است.
علیزاده در گفتگو با دویچه وله می‌گوید: «می‌خواستم شکل قراردادی یا تکراری کُر که بیشتر شبیه به آوازهای غربی نباشد به این فکر رسیدم که چگونه میشه در خود آوازهای موسیقی ایرانی یک حالت پولیفونی در آواز ایجاد کرد و در عین حال هرکدام از خطوط استقلال خودشان را داشته باشند و جملاتی را که می‌خوانند همان تکنیک موسیقی آوازی در آن باشد. از فیلم دلشدگان این کار را شروع کردم و نخستین کنسرت رو با نام راز نو اجرا کردیم که بعداً این گروه ادامه پیدا کرد و در خیلی از فیلم‌ها و موسیقی‌ها استفاده کردیم.»

### استفاده از صدای زن
علیزاده بر این باور است که دلیلی برای منع تک‌خوانی زنان در ایران وجود ندارد. از نظر او موسیقی آوازی ایران پس از انقلاب ۱۳۵۷ ایران بیش از حد مردانه شده و حتی اشعاری که مناسب خواندن توسط زنان است توسط بعضی هنرمندان مرد خوانده می‌شود و از این رو علیزاده به دلیل منع تکخوانی زنان در ایران از صدای زن در کنار صدای مرد اسفاده کرده‌است. کنسرت راز نو که گروه در سال ۱۳۷۷ اجرا کرد از جمله تلاش‌های او در استفاده از صدای زن به صورت همخوان است که از نگاه خودش علیزاده بر روی مخاطب موافق و مخالف اثر یکسانی داشته‌است. متن صفحه.

## اعضا
مؤسس گروه هم‌آوایان حسین علیزاده است. به نظر می‌رسد گروه اعضای متعددی از سراسر ایران دارد. کسانی چون افسانه جهانگیری خوانندهٔ مشهور ایل قشقاییٰ هما نیک نام و برخی دیگر. تعدادی دیگر از اعضای فعلی گروه عبارت‌اند از:
- پوریا اخواص، هم‌خوان، قیچک
- مهدی امامی، خواننده، دایره
- محمد معتمدی، خواننده[سابق]
- سیامک جهانگیری،نِی
- پژمان حدادی، ساز های کوبه ای
- علی بوستان، سه تار
- نگار بوبان، عود
- نیما علیزاده، رباب
- صبا علیزاده،، کمانچه
- حسین علیزاده، تار،سه تار، شورانگیز
- راحله برزگری ، (با نام هنری رها)،آواز
- صبا حسینی، آواز
- محمد انشایی ،کمانچه
- سحر ابراهیم ، قانون
- پریچهر خواجه ، قانون
- سینا جهان‌آبادی ،  کمانچه

## آثار
- راز نو، ۱۳۷۷
- نوبانگ کهن
- دلشدگان
- آوای مهر
- گبه
- به تماشای آب‌های سپید
- باده تویی
- عشقیم گَل(موسیقی فولکلور آذربایجان)